# Carlo Boscarato
Carlo Boscarato (Treviso, 9 maggio 1926 – Treviso, 12 giugno 1987) è stato un fumettista e disegnatore italiano.

## Biografia
Il suo primo lavoro nel campo dei fumetti risale al 1948, quando realizza un episodio della serie Jim Brady per l'editore AVE. Successivamente, sempre per lo stesso editore, inizia una lunga collaborazione con Il Vittorioso, che si concluderà con la chiusura della testata, nel 1967, realizzando fumetti singoli di ambientazione storica e un'unica produzione seriale, Axel Lind, pubblicata anche in Francia.
Alla collaborazione con Il Vittorioso affianca, tra il 1953 ed il 1959, alcuni lavori caricaturistici per Lo Scolaro. Dopodiché, tra il 1967 e il 1968, collabora con lo Studio Dami realizzando la serie Dickson, pilota della Grande Guerra: le storie, realizzate per il mercato britannico, vengono pubblicate anche in Italia per la rivista Vitt.
Fino al 1975 collabora anche con il Messaggero dei ragazzi, ma la parte più consistente della sua produzione verrà pubblicata dal 1968 su Il Giornalino. Su questa testata realizza inizialmente le serie Giorgio Reli e Nessuno, iniziando dal 1971 una fruttuosa collaborazione con Claudio Nizzi con la serie umoristica Nico e Pepo, imperniata su due disoccupati abitanti di una generica grande città del nord Italia, divisi fra la ricerca del lavoro (che per disdetta perdono sistematicamente) e altri tentativi, geniali ma sfortunati, di sbarcare il lunario.
Sempre insieme a Nizzi realizza la sua serie a fumetti più famosa incentrata sul personaggio di un cowboy solitario, Larry Yuma, creato nel 1970 e incarnazione dell'uomo senza nome. Contemporaneamente a questa serie, su testi di Nizzi, realizza anche riduzione a fumetti di due classici della letteratura, L'isola del tesoro di Robert Louis Stevenson e Oliver Twist di Charles Dickens. La sua ultima storia della serie di Larry Yuma, Montana Pass, viene completata poco prima della sua morte, avvenuta il 12 giugno del 1987.

## Premi e riconoscimenti
(Don Antonio Tarzia, direttore de Il Giornalino)
Al suo nome è dedicato il Premio Carlo Boscarato, assegnato ogni anno da una giuria scelta in conclusione della manifestazione Treviso Comic Book Festival, alle opere, sia italiane che internazionali, che si distinguono nelle varie categorie.
Nel 2005, per la serie Maestri del Fumetto, fascicoletti di 48 pagine allegati al Giornalino, viene ristampata L'assedio degli apache, con protagonista il solitario Larry Yuma; sempre nello stesso anno, in occasione della seconda edizione di Fumetti in TV (Treviso), a lui dedicata, gli viene intitolato il locale premio fumettistico. Infine, nel 2006, all'interno della collana dei Classici a fumetti del Giornalino, insieme ad opere di Maestri come Gianni de Luca, Sergio Toppi, Paolo Piffarerio, viene ristampata la sua versione de L'isola del tesoro.